# Magdalena Spínola
Magdalena Spínola, née au Guatemala le 26 décembre 1896, morte le 7 janvier 1991, est une enseignante, poétesse et journaliste guatémaltèque. Orpheline très jeune, elle trouve réconfort et encouragement auprès de son voisin d'enfance Miguel Ángel Asturias pour ses rêves littéraires. Une fois diplômée de l'école normale d'instituteurs, elle enseigne dans une école privée. 
Elle commence à publier des poèmes, des articles dans les journaux, et s'engage progressivement en politique en demandant le droit de vote des femmes au Guatemala.
Son mari Efraín Aguilar Fuentes fait partie du cabinet du dictateur Jorge Ubico Castañeda jusqu'à ce qu'Efraín Aguilar s'oppose à celui-ci, il est alors arrêté et fusillé. Magdalena Spínola elle-même est brièvement arrêtée, puis ostracisée par beaucoup. Elle devient une ardente féministe et se lance dans le militantisme politique après la chute du gouvernement de Jorge Ubico.
Elle est la biographe de Gabriela Mistral et l'une des premières femmes poètes érotiques d'Amérique centrale.

## Biographie

### Jeunesse et formation
Magdalena Spínola Stecker naît le 26 décembre 1896 au Guatemala. Elle est la fille de l'écrivain et homme politique Rafael Spínola Orellana et de Florencia Strecker Frías. Elle a quatre ans quand sa mère meurt et un an plus tard, son père meurt à son tour. Elle et sa sœur Stella sont alors séparées, Stella est envoyée vivre avec ses grands-parents maternels et Magdalena va vivre avec ses grands-parents paternels. Le voisin de Magdalena Spínola est Miguel Ángel Asturias, qui devient son ami d'enfance et avec qui elle discute d'un amour profond pour la littérature. Miguel Angel Asturias lui dédicacera plus tard son premier livre.
Magdalena Spínola commence sa scolarité au jardin d'enfants Dolores y Jesús Muños, puis elle fréquente le collège Central de Señoritas, sous la tutelle de Concepción Saravia de Zirión. Elle a la surprise de découvrir que le prologue de son manuel scolaire a été écrit par son père. Après un certain temps, elle change d'école et commence à fréquenter le collège pour jeunes filles San Rosa. Ses études secondaires terminées, Magdalena Spínola s'inscrit au collège de formation des professeurs, l'Instituto Normal Central para Señoritas Belén. Elle y obtient son diplôme procurant la possibilité d'enseigner. Elle obtient un emploi dans une école privée, le collège Josefina González pour l'année scolaire 1914-1915.

### Débuts littéraires
En 1915, Magdalena Spínola écrit sa première histoire, intitulée Nubia ; elle l'envoie à la revue Revista Guatemala Informativa,  où ce récit est revu et accepté par Carlos Wyld Ospina, Virgilio Rodríguez Beteta et Máximo Soto Hall. Forte de son succès, elle soumet des articles à d'autres journaux, La República, la Revista La Esfera, et au prestigieux journal Quetzaltenango, mais l'écriture passe rapidement au second plan lorsqu'elle se marie avec Efraín Aguilar Fuentes et qu'ils fondent leur famille. Elle a rapidement cinq enfants, mais elle perd jeunes une paire de jumeaux et un bébé, la laissant avec deux enfants : une fille, Lilian Eugenia, l'aînée, et un fils, Rafael, du prénom de son père.
Sous la présidence de Manuel Estrada Cabrera, la famille de son mari Efraín Aguilar est persécutée et poussée à l'exil, d'abord au Salvador, puis au Honduras et enfin au Nicaragua. Il s'installe dans la ville de León, au Nicaragua, et s'inscrit là-bas à l'université. Magdalena Spínola, qui ne l'accompagne pas en exil, relance ses efforts littéraires et d'autres travaux pour continuer à s'occuper. En 1925, inspirée par les succès du suffrage des femmes en Angleterre, en France et aux États-Unis, Magdalena Spínola s'associe à Romelia Alarcón, Laura Bendfeldt, María Albertina Gálvez, Clemencia de Herrarte, Gloria Menéndez Mina, Adriana de Palarea et Graciela Quan pour former le Comité Pro-Ciudadanía de lutte pour le droit de vote des femmes guatémaltèques.
Puis en 1927, elle recommence à écrire de la poésie en commençant par un poème intitulé Amanecida. Elle publie régulièrement des travaux littéraires dans les journaux El Día et Diario de Guatemala, ainsi que dans les magazines Eco et Mercurio. Deux ans plus tard, en 1929, elle concourt pour le prix de poésie Juegos Florales organisé par l'Asociación de Periodistas y Escritores du Nicaragua. Elle remporte le prix mais elle en est dépouillée parce que les organisateurs du prix affirment qu'il ne peut pas être remis à des écrivains étrangers. Elle en est déçue, mais participe à un autre concours en décembre 1929 et elle remporte le prix pourvu d'une récompense financière, lui permettant de passer Noël à León avec son mari. Sa soumission était une pièce patriotique, Amad a la Patria (Amour pour la patrie). Trois mois plus tard, le 27 mars 1930, son mari Efraín Aguilar obtient son doctorat en droit et revient au Guatemala, rejoignant le cabinet du président nouvellement élu, Jorge Ubico Castañeda. Magdalena Spínola devient une collaboratrice du journal La Noticia et du magazine El Gráfico de Guatemala. Sa vie devient littérairement très productive, elle consacre plusieurs heures par jour à l'écriture.

### Assassinat de son mari
Le président Jorge Ubico annonce qu'il se présente pour être réélu. Efraín Aguilar se prononce contre cette réélection, car elle est contraire à la constitution ; Jorge Ubico et Efraín Aguilar deviennent alors des ennemis. En raison d'un complot présumé ou réel, Efraín Aguilar et d'autres ont été arrêtés et fusillés. Magdalena Spínola elle-même est emprisonnée brièvement ; même après sa libération elle est mise à l'écart par ses amis et sa famille. 
Elle trouve le réconfort dans l'écriture, et elle recommence à enseigner, travaillant en 1936 et 1937 au Colegio San Sebastián, fondé par Monseñor Mariano Rosell y Arellano.
Magdalena Spínola écrit en 1937 El preámbulo de la maestra, et elle publie plusieurs poèmes dans le principal magazine féminin de l'époque, Nosotras. Magdalena Spínola participe à une anthologie élaborée en 1938, appelée Colección lila, avec Angelina Acuña, Olga Violeta Luna de Marroquín et María del Pilar de Garcia. C'est la première collection de poésie de femmes de l'Amérique centrale, écrite et publiée par des femmes. Les morceaux que Magdalena Spínola inclut dans le volume sont des complaintes de l'amour perdu, un désir physique et comprennent des allusions qui donnent à penser à un semblant de critique du gouvernement, de la seule façon possible dans un climat de forte censure. En 1942, Magdalena Spínola remporte le prix littéraire du journal hebdomadaire Verbum pour ses Sonetos del amor eucarístico.

### Engagements politiques et littérature
Avec les révoltes étudiantes, le renversement de la dictature de Jorge Ubico et les élections de 1944, l'écriture de Magdalena Spínola prend un ton plus incisif et politique, elle commence à critiquer ouvertement le gouvernement et à parler de féminisme. Son mari est confirmé et élevé au statut de héros national par les dirigeants de la révolution de 1944. Elle assume de plus en plus de rôles politiques et en 1944 seulement, elle accepte la présidence de l'Association des femmes intellectuelles du Guatemala ; elle devient secrétaire de la section guatémaltèque de l'Union des femmes américaines (Unión de Mujeres Americanas) ; elle devient aussi membre du conseil d'administration de l'Alliance pour la citoyenneté des femmes guatémaltèques et du Parti social-démocrate. Elle publie également un poème Elegía del que cayó réprimandant publiquement l'exécution de son mari par Jorge Ubico.
En 1946, le gouvernement autorise l'impression de 1 500 exemplaires d'un recueil de poésie appelé Alondra, mais bien qu'elle ait besoin d'argent, Magdalena Spínola ne donne pas suite à cette proposition car elle n'est pas satisfaite de la qualité des poèmes. Tout au long des années 1940, elle reste engagée en politique, rejoignant plusieurs organisations de promotion de la paix, des droits des femmes et en faveur d'un état en Palestine.
Au début des années 1950, le fils de Magdalena Spínola, Rafael, devient diplomate et occupe plusieurs postes dans toute l'Amérique du Sud. Magdalena Spínola profite de l'occasion pour voyager, visitant le Chili en 1954 et le Pérou entre 1955 et 1956. Au cours de ces voyages, elle publie des articles dans divers journaux au Guatemala, en particulier des commentaires de voyage comme Desde Santiago du Chili et Desde la Ciudad de los Reyes qui sont publiés dans El Imparcial. Elle poursuit pendant de nombreuses années une correspondance avec l'écrivain Carlos Wyld Ospina, qui a commencé dans les années 1940. Ils se fiancent dans les années 1950 et prévoient de se marier, mais Carlos Wyld meurt en 1956, avant l'officialisation de leur relation.
En 1956, Magdalena Spínola est honorée par un groupe de poètes honduriens, et elle se rend à Tegucigalpa pour donner une conférence sur Gabriela Mistral pour le groupe Idées. En 1958, elle reçoit un certificat de mérite de l'université où elle a été formée, Belén, et en 1959 une reconnaissance similaire de l'Association des journalistes guatémaltèques. En 1960, elle remporte le premier prix de la célébration de la Journée des Amériques avec l'œuvre Gabriela Mistral o la madre-maestra cantora. 
Les années 1960 sont une période pleine d'occupations pour elle avec ses conférences, son écriture d'articles de journaux, ses critiques littéraires et ses voyages. Elle interprète également sa poésie, parfois dans des récitals, et elle les lit régulièrement à la radio. En 1967, Magdalena Spínola est diagnostiquée comme ayant une tumeur utérine qui s'avère maligne. Elle subit une intervention chirurgicale puis se rend au Chili pour s'y reposer et récupérer. Elle peut réaliser un rêve d'enfant en 1968, quand son premier livre Gabriela Mistral: huésped de honor de su patria est publié au Chili, avec une préface de son ami d'enfance Miguel Ángel Asturias.
Elle revient du Chili en 1971 pour une réunion aux États-Unis avec sa sœur, Stella. Mais cet événement est gâché lorsqu'elle apprend que sa fille Lilian est gravement malade. En avril de la même année, Lilian meurt d'une leucémie. Ceux qui connaissent Magdalena Spinola ont témoigné que c'est la première fois que le chagrin semble la vaincre, elle qui avait perdu ses parents, son mari, trois autres enfants, son amant et maintenant sa fille. Cette même année, elle reçoit la médaille d'or Francisco Méndez pour ses contributions à la littérature nationale, mais elle est trop affligée pour rester au Guatemala et elle se réfugie au Chili avec son fils, Rafael.
Magdalena Spinola publie en 1977 son premier recueil de poèmes, Tránsito lírico: poemas. En 1981, Horacio Figueroa Marroquín, publie un livre intitulé Las nueve musas del parnaso guatemalense, dans lequel il nomme explicitement Magdalena Spínola comme l'une des neuf muses du Guatemala. Quelques mois plus tard, elle reçoit l'étoile d'argent de l'Ordre de Dolores Bedoya de Molina, des mains du président Lucas García. En 1984, Clara Luz Meneses A. de Soto publie la biographie de Magdalena Spínola.
Ses dernières années se passent en compagnie de ses petits-enfants, qui forment le groupe de rock Alux Nahual. Mais son fils Rafael meurt en 1990, et quelques mois plus tard, sa sœur Stella meurt elle aussi.
Magdalena Spínola Stecker de Aguilar leur survit peu, mourant au début de l'année suivante, le 7 janvier 1991.

## Principales œuvres

### Poèmes et essais
- El preámbulo de la maestra, 1937.
- Sonetos del amor eucarístico, 1941.
- Elegía del que cayó, 1944.
- Invocación a Santa Rosa de Lima, 1956.
- Gabriela Mistral o la madre-maestra cantora, 1960.
- En Vela, 1971.

### Autres livres
- Magdalena Spínola, Angelina Acuña, Marí del Pilar, Olga Violeta Luna, Colección lila, Guatemala, Talleres Tipográficos Rodríguez, 1938.
- Gabriela Mistral; huéspeda de honor de su patria, Guatemala, Tipografia Nacional, 1968?
- Tránsito lírico: poemas, Guatemala, Cultura Centroamericana, 1977.